# Northrop YB-49

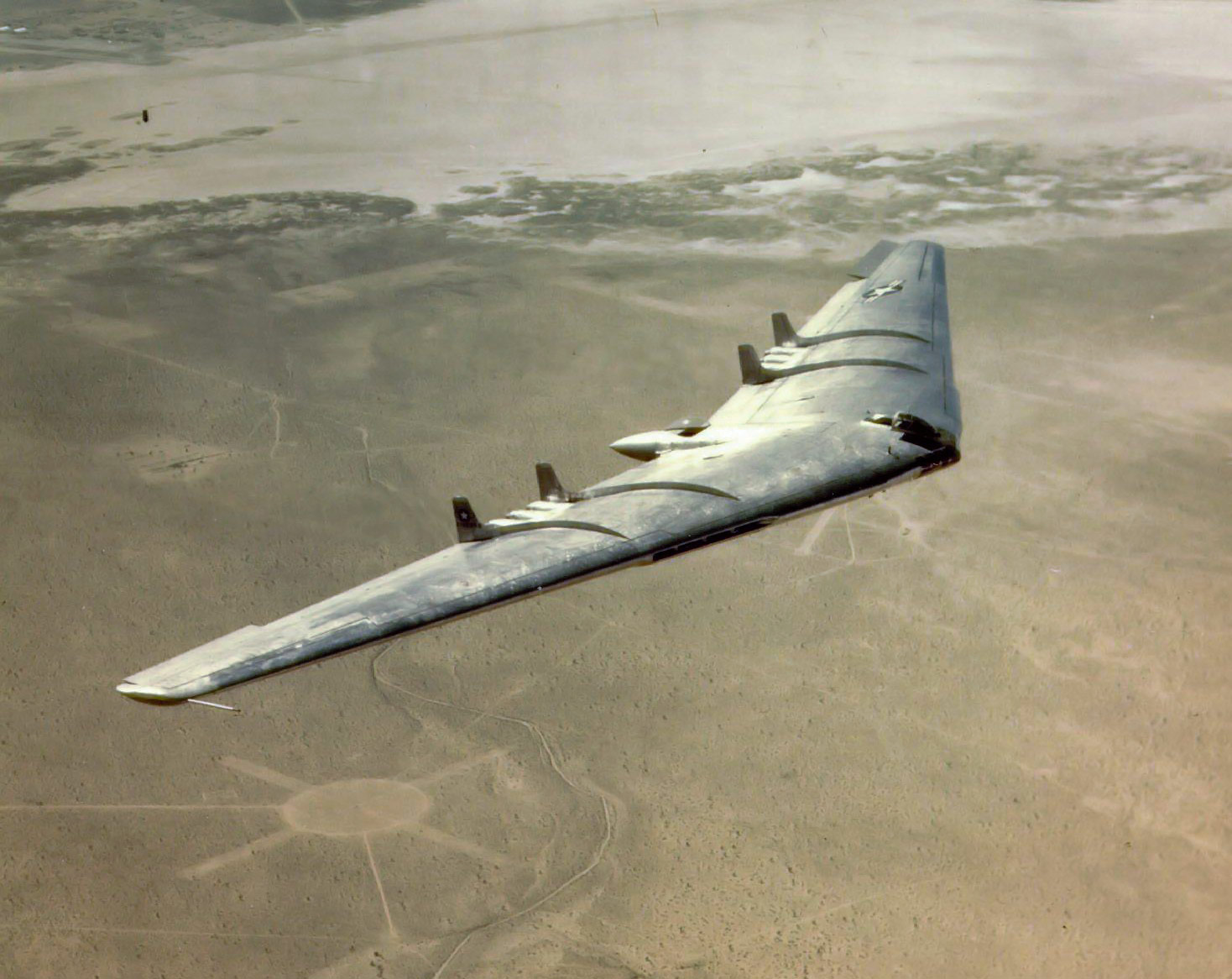
Northrop YB-49

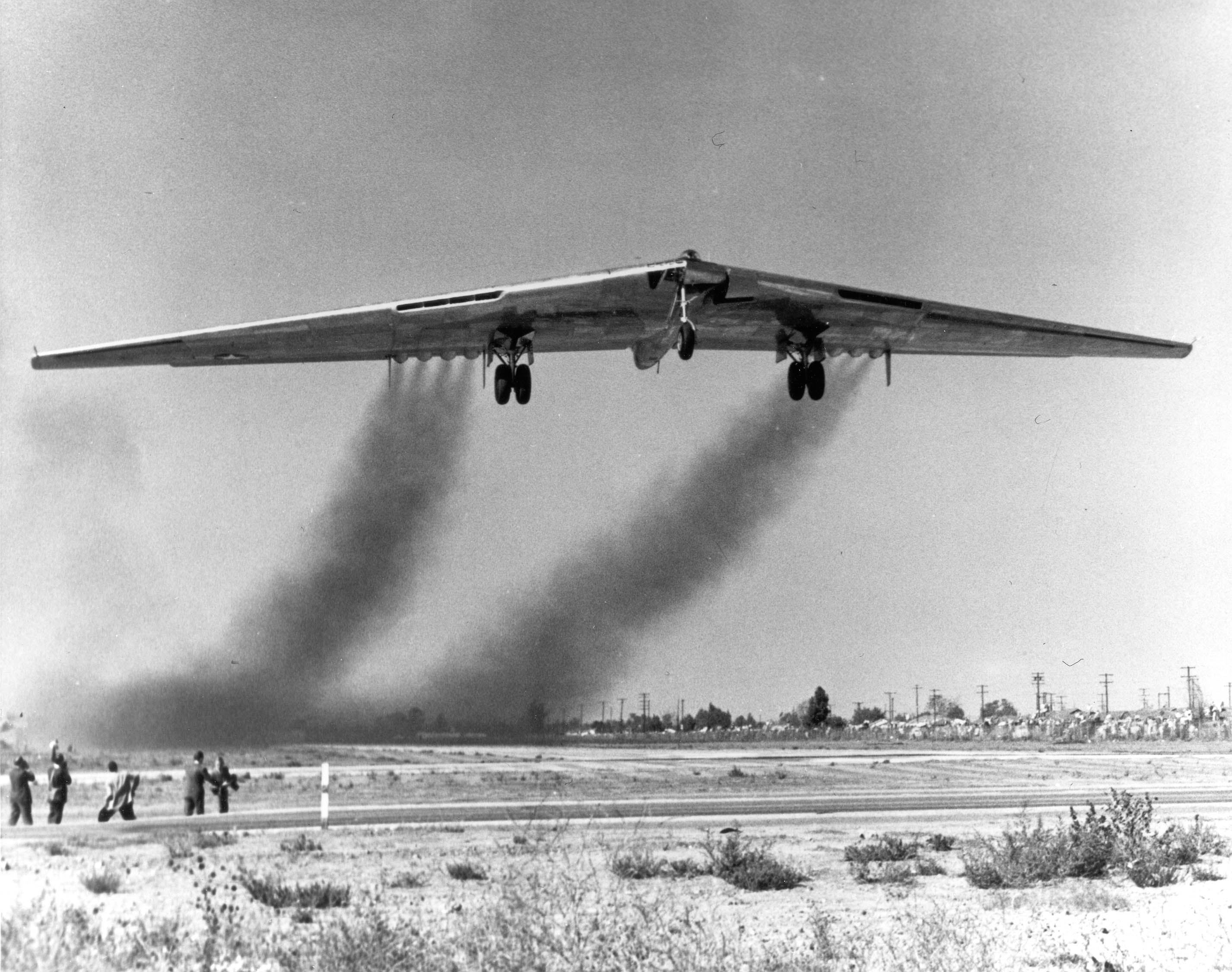

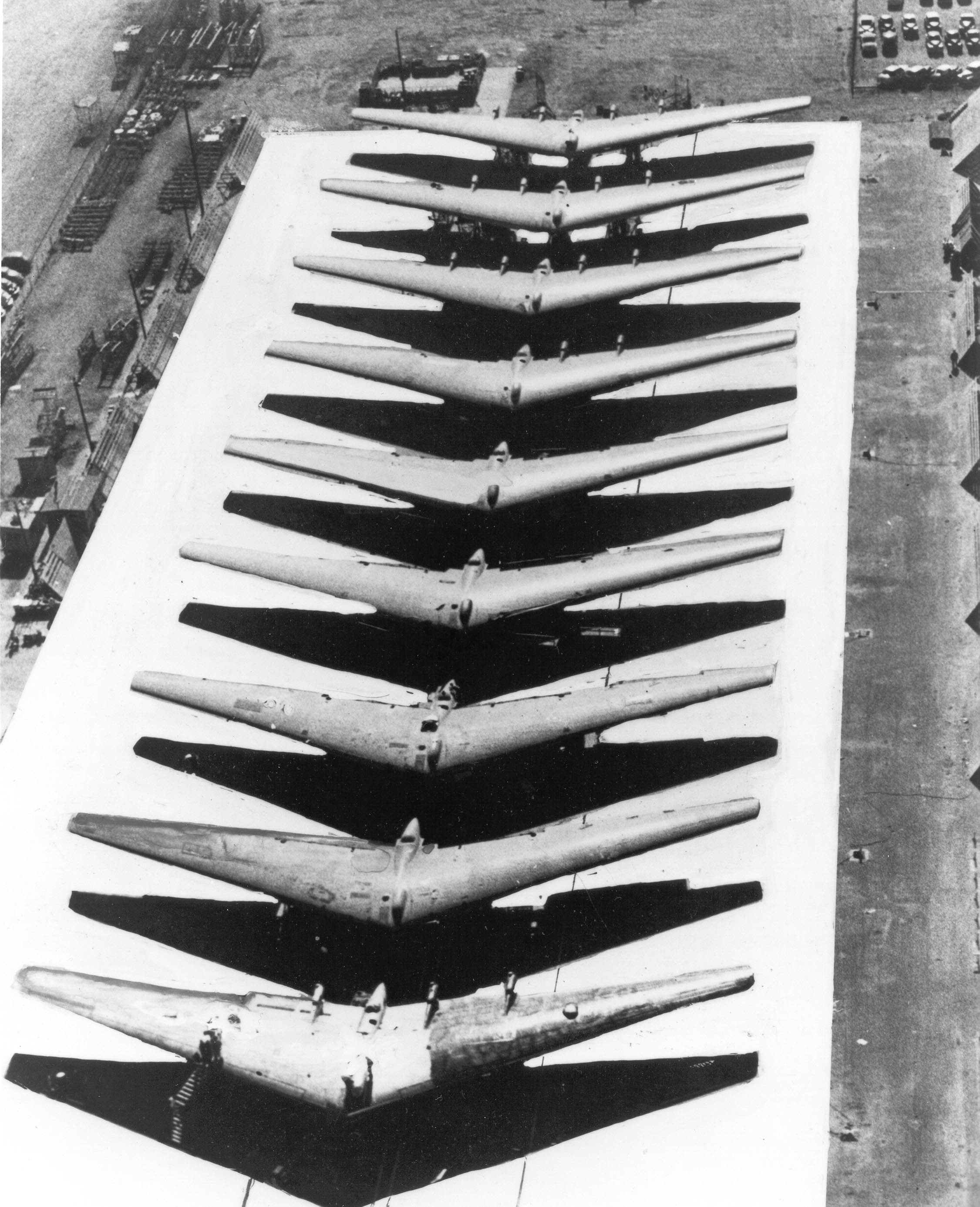
Літаки під час переобладнання

Northrop YB-49 / Northrop YB-49A — американський експериментальний стратегічний бомбардувальник (YB-49) та розвідувальний літак (YB-49A) компанії Northrop, модифікація поршневих «літаючих крил» Northrop XB-35 і YB-35 шляхом установки на них реактивних двигунів.

## Northrop YB-49
Силова установка бомбардувальника YB-49 складалася з восьми розташованих у крилі турбореактивних двигунів Allison J-35-A-5 з тягою по 1 820 кг.
Було побудовано два дослідні зразки бомбардувальника, один з яких здійснив перший політ 21 жовтня 1947 року. Максимальна швидкість на висоті 9 000 м становила 835 км/год. На літаку було здійснено переліт на відстань 5 550 км із середньою швидкістю 610 км/год.

## Northrop YB-49A
Силова установка розвідувального літака YPB-49A складалася з шести турбореактивних двигунів Allison J-35-A-21 з тягою по 2540 кг, чотири з яких були розташовані в крилі, а два укріплені на пілонах під крилом.
Був побудованийі і випробуваний в польоті один літак. Перший політ був здійснений 4 травня 1950 року.